# Koddohjävri
Koddohjävri eller Koddolijärvi är en sjö i Finland. Den ligger i kommunen Enare i landskapet Lappland, i den norra delen av landet, 1 000 km norr om huvudstaden Helsingfors. Koddohjävri ligger 190,3 meter över havet. Arean är 59,2 hektar och strandlinjen är 7,78 kilometer lång. Sjön  ingår i Pasvik älvs huvudavrinningsområde. 